# New Carlisle, Ohio
New Carlisle är en ort i Clark County i Ohio. Vid 2020 års folkräkning hade New Carlisle 5 559 invånare.